# Чанцзян (Цзиндэчжэнь)
Чанцзя́н (кит. упр. 昌江, пиньинь Chāngjiāng) — район городского подчинения городского округа Цзиндэчжэнь провинции Цзянси (КНР).

## История
После образования КНР в 1949 году Цзиндэчжэнь был выделен из уезда Фулян в отдельный городской уезд, а с 1953 года был подчинён напрямую властям провинции Цзянси. В 1954 году в составе Цзиндэчжэня был образован Пригородный район (郊区). В 1970 году Пригородный район был переименован в район Цзиннань (景南区). В 1980 году район Цзиннань был переименован в Чанцзян.
В 1983 году к району Чанцзян был присоединён ряд земель, до этого входивших в состав уезда Поян. В 2002 году было произведено перераспределение территорий между районами Чанцзян и Чжушань.

## Административное деление
Район делится на 1 уличный комитет, 2 посёлка и 3 волости.